# 엔시페럼

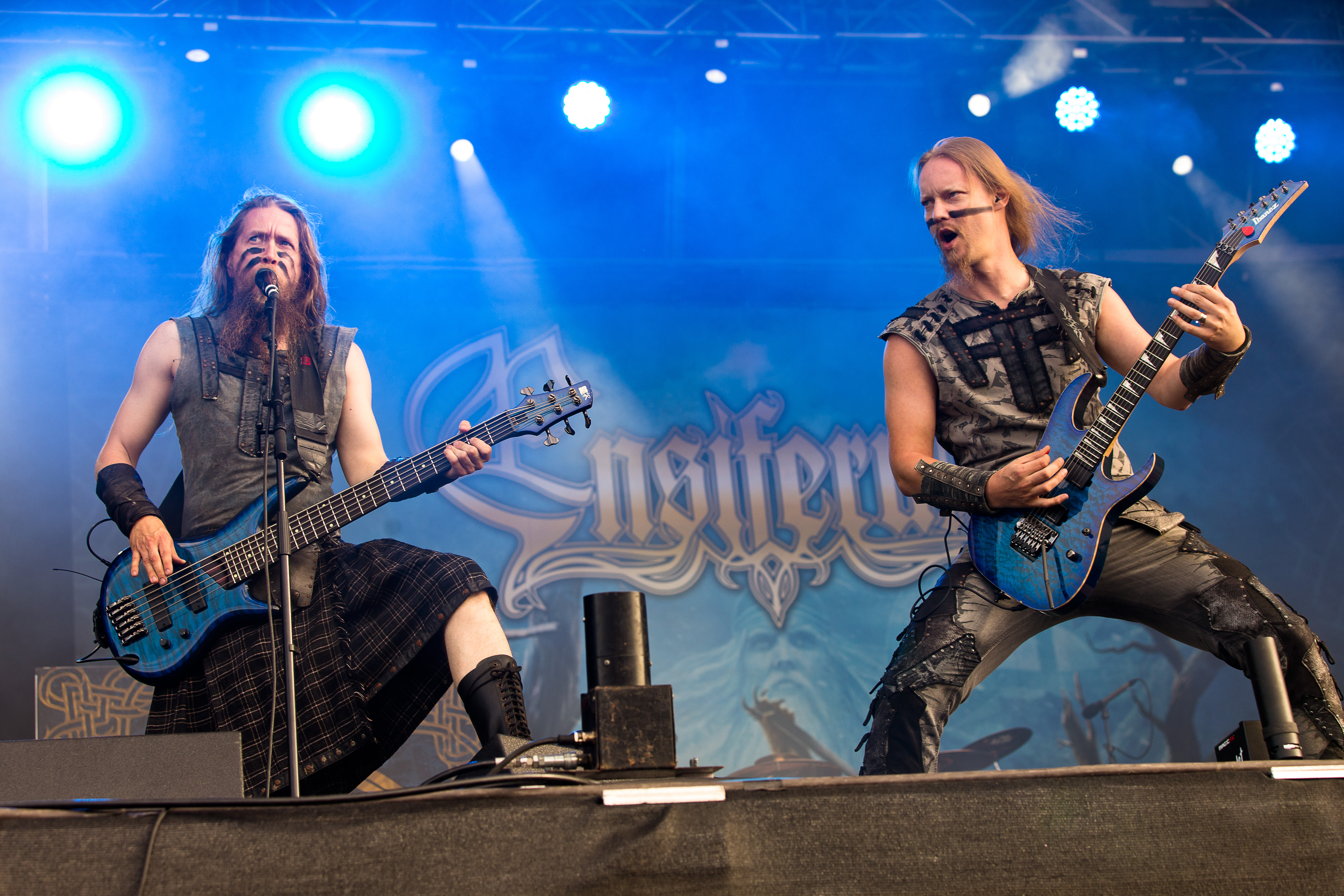
새미 힌카와 패츠리 린드로스 (2016년)

엔시페럼(Ensiferum)은 헬싱키 출신의 핀란드의 포크 메탈 밴드이다. 밴드 구성원들은 스스로를 멜로딕 포크 메탈로 부른다.
1995년 결성되었으며, 2000년 첫 음반 Ensiferum의 작업에 들어가서 2001년 8월 데뷔 음반으로 발매하였다.

## 구성원
- 페트리 린드로스 (Petri Lindroos, 기타)
- 마르쿠스 토이보넨 (Markus Toivonen, 기타)
- 새미 힌카 (Sami Hinkka, 베이스)
- 얀네 파르비아이넨 (Janne Parviainen, 드럼)
- 엠미 실벤노이넨 (Emmi Silvennoinen, 키보드)